# Hofkapelle Geierlambach

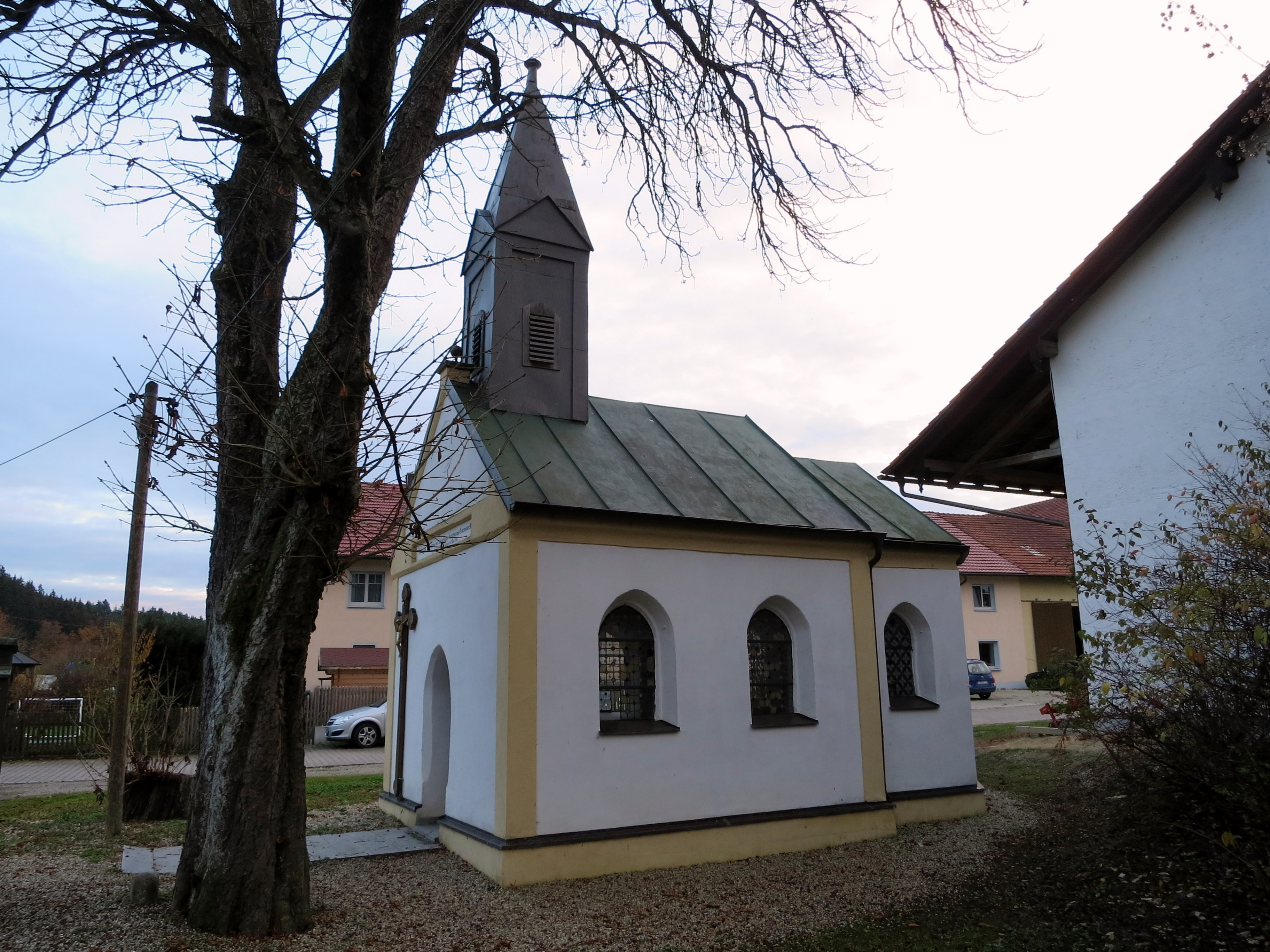
Hofkapelle

Die Kapelle von Geierlambach ist eine römisch-katholische Hofkapelle. Sie wurde 1884 an der Hauptstraße von Geierlambach, einem Ortsteil von Kirchdorf an der Amper, errichtet.
Gestiftet wurde die Kapelle von dem Ehepaar Georg und Barbara Badhorn. Die Weihe vollzog der Wolfersdorfer Dekan Egger. Die Kapelle steht unter Denkmalschutz.